# Wilhelm Peter Melhop
Wilhelm Peter Melhop, Pseudonyme: Eduard Stralau, William Hope, (* 16. Juli 1802 in Hamburg; † 13. März 1868 ebenda) war ein deutscher Buchhalter, Schriftsteller, Instrumentenbauer und Amateurastronom.

## Leben
Wilhelm Peter Melhop war ein Sohn des Schiffsmaklers Wilhelm Peter Melhop (1740–1809) und dessen Gattin Christina Adelheid, geborene Fuhrmann (1768–1848). Er wuchs gemeinsam mit einem jüngeren und drei älteren Geschwistern in Hamburg auf, wo er die Schünemannsche Privatschule besuchte. Anschließend erarbeitete er sich durch eigenständiges Literaturstudium ein breites Wissen. In den Folgejahren arbeitete Melhop als Buchhalter und selbstständiger Händler. Dabei vertrieb er Papier, Instrumente und Naturzement, die er aus Altenburg bezog und gelegentlich auch astronomische Geräte.
Ab 1830 schrieb Melhop regelmäßig für die Miscellen, den Aehrenleser, Die Nessel und die Hamburger Nachrichten. Es handelte sich um Gedichte, kurze Erzählungen und Beschreibungen von Wanderungen. Sein Autorenname wurde dabei zumeist nicht genannt. Außerdem schrieb er Artikel zur Himmelskunde, die er mit dem Kürzel „-p“ unterzeichnete. 1830 gab er seinen einzigen Gedichtband unter dem Pseudonym Eduard Stralau heraus. Seit 1828 plante er, eine Zeitung namens Der Naturfreund ins Leben zu rufen, was ihm jedoch nicht gelang. Melhop führte von 1816 bis 1844 ein Tagebuch, das er mit eigenen Illustrationen versah. Den Einträgen ist zu entnehmen, dass er sich oft in der Natur aufhielt, insbesondere im Wandsbeker Gehölz, wo ihn die „Zauberfülle des Nachtigallengesangs“ beeindruckte. Das Tagebuch Melhops wird heute im Staatsarchiv der Freien und Hansestadt Hamburg aufbewahrt.
Neben beruflichen und schriftstellerischen Tätigkeiten bemühte sich Melhop um Verbesserungen der Äolsharfe. Um 1837 baute er drei derartige Instrumente, die im Museum für Kunst und Gewerbe zu finden sind. Außerdem verfügte er über das seinerzeit angeblich größte Fernrohr Hamburgs, mit dem er 1844 einen Kometen entdeckte.
Melhop, der lange Zeit ledig gewesen war, heiratete 1841 Hanchen Krüger (1817–1869). Aus der Ehe ging der Sohn Wilhelm Melhop hervor, der später Hamburg-Topografien erstellte.